# Pic Falisse
Le pic Falisse est un sommet des Pyrénées, situé sur la frontière franco-espagnole entre les Hautes-Pyrénées, en région Occitanie, et la province de Huesca dans la communauté d'Aragon, qui culmine à 2 764 ou 2 761 mètres d'altitude dans le massif de Cauterets.

## Toponymie
En 1825, le procès-verbal de délimitation de la commune de Cauterets indique le pic de Baccimaille qui est baptisé en l'honneur de Louis Falisse (1859-1915), pyrénéiste français, constructeur des refuges Wallon et Russell.

## Géographie
Il est situé entre le département des Hautes-Pyrénées en vallée de Saint-Savin, dans la vallée du Marcadau sur la commune de Cauterets, et celle de Tena (Panticosa) en Espagne.

### Topographie
Il est situé au sud-est du col Falisse et au nord-ouest du port du Marcadau. Il surplombe les lacs de la Fache au nord et l'embalse de Pecico au sud.

### Hydrographie
Le sommet délimite la ligne de partage des eaux entre le bassin de la Garonne côté nord, qui se déverse dans l'Atlantique, et le bassin de l'Èbre, qui coule vers la Méditerranée côté sud.

## Voies d'accès
On y accède côté français au nord depuis le pont d'Espagne (1 520 m) et la vallée du Marcadau au fond de laquelle se trouve le refuge Wallon (1 865 m). Puis prendre la direction du port du Marcadau.
Côté espagnol par la vallée de Panticosa via le GR 11 depuis le refuge de Bramatuero vers le port du Marcadau.

## Protection environnementale
Le pic est situé dans le parc national des Pyrénées.